# Associazione Sportiva Calcio Edera Trieste 1948-1949
Questa voce raccoglie le informazioni riguardanti l'Associazione Sportiva Calcio Edera Trieste nelle competizioni ufficiali della stagione 1948-1949.

## Rosa
| N. |                   | Ruolo | Calciatore     |
| -- | ----------------- | ----- | -------------- |
|    | Italia (bandiera) | C     | E. Bressan     |
|    | Italia (bandiera) | C     | E. Buiatti     |
|    | Italia (bandiera) | P     | D. Chelleri    |
|    | Italia (bandiera) | D     | L. Cuschiè     |
|    | Italia (bandiera) | D     | G. Flegar      |
|    | Italia (bandiera) | A     | V. Gerin       |
|    | Italia (bandiera) | A     | R. Iacksetich  |
|    | Italia (bandiera) | A     | Carlo Lucchesi |

| N. |                   | Ruolo | Calciatore  |
| -- | ----------------- | ----- | ----------- |
|    | Italia (bandiera) | D     | Bruno Maran |
|    | Italia (bandiera) | D     | M. Mariuzza |
|    | Italia (bandiera) | C     | A. Paoli    |
|    | Italia (bandiera) | C     | L. Pregarz  |
|    | Italia (bandiera) | C     | A. Rigonat  |
|    | Italia (bandiera) | A     | L. Siega    |
|    | Italia (bandiera) | A     | P. Stivoli  |